# Synagoga ve Slavonicích
Bývalá Synagoga ve Slavonicích se nachází v ulici Jana Švermy č. p. 494. Od roku 1963 je chráněna jako kulturní památka. Stavba byla adaptována k bydlení.
Synagoga byla slavnostně otevřena bohoslužbou dne 25. června 1895, kterou sloužili rabíni dr. Nathan Frankl z nedaleké obce Písečné a dr. Abraham Morgenstern z Jemnice.
Při příležitosti 60. výročí od konce druhé světové války zde byla v květnu 2005 odkryta bronzová pamětní deska s plastikou od Jiřího Netíka.